# Kaaimaneilanden op de Olympische Zomerspelen 1992
De Kaaimaneilanden namen deel aan de Olympische Zomerspelen 1992 in Barcelona, Spanje. Tot 1962 vielen de Kaaimaneilanden onder Jamaica en in 1960 konden sporters uit de Kaaimaneilanden meedoen onder de vlag van de West-Indische Federatie. 

## Deelnemers en resultaten

### Atletiek
| Olympiër                | Discipline      | Resultaat | Prestatie                     |
| ----------------------- | --------------- | --------- | ----------------------------- |
| Kareem Streete-Thompson | 100m (m)        | 46e       | serie 8: 5de in 10,78         |
| Kareem Streete-Thompson | verspringen (m) | 46e       | kwalificatie: 38ste met 7,39m |

### Wielersport
| Olympiër                                              | Discipline         | Resultaat | Prestatie      |
| Baan                                                  | Baan               | Baan      | Baan           |
| ----------------------------------------------------- | ------------------ | --------- | -------------- |
| Don Campbell                                          | tijdrit (m)        | 32e       | 1.16,192       |
| Weg                                                   |                    |           |                |
| Stefan Baraud                                         | wegwedstrijd (m)   | DNF       | niet gefinisht |
| Dennis Brooks                                         | wegwedstrijd (m)   | DNF       | niet gefinisht |
| Michele Smith                                         | wegwedstrijd (m)   | DNF       | niet gefinisht |
| Alfred Ebanks Don Campbell Craig Merren Stefan Baraud | ploegentijdrit (m) | 24e       | 2:33.30        |

### Zeilen
| Olympiër                | Discipline | Resultaat | Prestatie                          |
| ----------------------- | ---------- | --------- | ---------------------------------- |
| Mark Clarke             | finn (m)   | 25e       | 174 punten: (26-23-22-23-25-22-23) |
|                         |            |           |                                    |
| John Bodden Byron Marsh | star       | 26e       | 177 punten: (22-24-23-25-25-24-23) |

Albanië · Algerije · Amerikaanse Maagdeneilanden · Amerikaans-Samoa · Andorra · Angola · Antigua en Barbuda · Argentinië · Aruba · Australië · Bahama's · Bahrein · Bangladesh · Barbados · België · Belize · Benin · Bermuda · Bhutan · Bolivia · Bosnië en Herzegovina · Botswana · Brazilië · Britse Maagdeneilanden · Bulgarije · Burkina Faso · Canada · Centraal-Afrikaanse Republiek · Chili · China · Chinees Taipei · Colombia · Congo-Brazzaville · Cookeilanden · Costa Rica · Cuba · Cyprus · Denemarken · Djibouti · Dominicaanse Republiek · Duitsland · Ecuador · Egypte · El Salvador · Equatoriaal-Guinea · Estland · Ethiopië · Fiji · Filipijnen · Finland · Frankrijk · Gabon · Gambia · Gezamenlijk team · Ghana · Grenada · Griekenland · Groot-Brittannië · Guam · Guatemala · Guinee · Guyana · Haïti · Honduras · Hongarije · Hongkong · Ierland · IJsland · India · Indonesië · Irak · Iran · Israël · Italië · Ivoorkust · Jamaica · Japan · Jemen · Jordanië · Kaaimaneilanden · Kameroen · Kenia · Koeweit · Kroatië · Laos · Lesotho · Letland · Libanon · Libië · Liechtenstein · Litouwen · Luxemburg · Madagaskar · Malawi · Malediven · Maleisië · Mali · Malta · Marokko · Mauritanië · Mauritius · Mexico · Monaco · Mongolië · Mozambique · Myanmar · Namibië · Nederland · Nederlandse Antillen · Nepal · Nicaragua · Nieuw-Zeeland · Niger · Nigeria · Noord-Korea · Noorwegen · Oeganda · Oman · Oostenrijk · Pakistan · Panama · Papoea-Nieuw-Guinea · Paraguay · Peru · Polen · Portugal · Puerto Rico · Qatar · Roemenië · Rwanda · Saint Vincent‑Grenadines · Salomonseilanden · Samoa · San Marino · Saoedi-Arabië · Senegal · Seychellen · Sierra Leone · Singapore · Slovenië · Soedan · Spanje · Sri Lanka · Suriname · Swaziland · Syrië · Tanzania · Thailand · Togo · Tonga · Trinidad en Tobago · Tsjaad · Tsjecho-Slowakije · Tunesië · Turkije · Uruguay · Vanuatu · Venezuela · Verenigde Arabische Emiraten · Verenigde Staten · Vietnam · Zaïre · Zambia · Zimbabwe · Zuid-Afrika · Zuid-Korea · Zweden · Zwitserland · Onafhankelijke olympische deelnemers